# 獙獙
獙獙，是中国传说的妖兽，生活在姑逢之山，像狐狸但是有翅膀，声音像鸿雁，见到会天下大旱。记载于《山海经·山经·东次二经》，清末長篇小說《笏山记》也有獙獙。

## 原文
《山海经·山经·东次二经》姑逢山又南三百里，曰姑逢之山，无草木，多金玉。有兽焉，其状如狐而有翼，其音如鸿雁，其名曰獙獙，见则天下大旱。

## 参看
- 中国妖怪列表